# 카리나 비툴라노
카리나 수사나 비툴라노(이탈리아어: Carina Susana Vitulano, 1975년 7월 22일 ~ )는 이탈리아의 여자 축구 심판이다. 2002년부터 세리에 D의 심판을 맡고 있으며, 2005년부터는 국제 축구 연맹(FIFA) 주관 대회의 심판을 맡고 있다.

## 심판 경력

### FIFA 여자 월드컵
2015년 FIFA 여자 월드컵
- 2015년 6월 13일:  대한민국 -  코스타리카 (E조)
- 2015년 6월 26일:  중화인민공화국 -  미국 (8강전)

### FIFA U-20 여자 월드컵
2014년 FIFA U-20 여자 월드컵
- 2014년 8월 8일:  가나 -  조선민주주의인민공화국 (A조)

### FIFA U-17 여자 월드컵
2012년 FIFA U-17 여자 월드컵
- 2012년 9월 22일:  조선민주주의인민공화국 -  감비아 (B조)
- 2012년 9월 25일:  콜롬비아 -  캐나다 (A조)
- 2012년 10월 13일:  프랑스 -  조선민주주의인민공화국 (결승전)

2014년 FIFA U-17 여자 월드컵
- 2014년 3월 18일:  조선민주주의인민공화국 -  캐나다 (B조)
- 2014년 3월 27일:  일본 -  멕시코 (8강전)

### UEFA 유럽 여자 축구 선수권 대회
UEFA 여자 유로 2013
- 2013년 7월 15일:  스페인 -  프랑스 (C조)
- 2013년 7월 22일:  프랑스 -  덴마크 (8강전)

UEFA 여자 유로 2017
- 2017년 7월 18일:  프랑스 -  아이슬란드 (C조)
- 2017년 7월 23일:  잉글랜드 -  스페인 (D조)